# Три корейских государства
«Три коре́йских госуда́рства» — так называют раннефеодальные корейские государства Когурё, Пэкче и Силла, которые в период с I века до н. э. по VII век н. э. занимали Корейский полуостров и Маньчжурию. Эти государства сложились в ходе борьбы против китайских завоевателей. В так называемый период трёх государств и ранее здесь также существовали другие, более мелкие племенные образования и государства, в том числе Кая, Тонъе, Окчо, Пуё и т. д.

## История

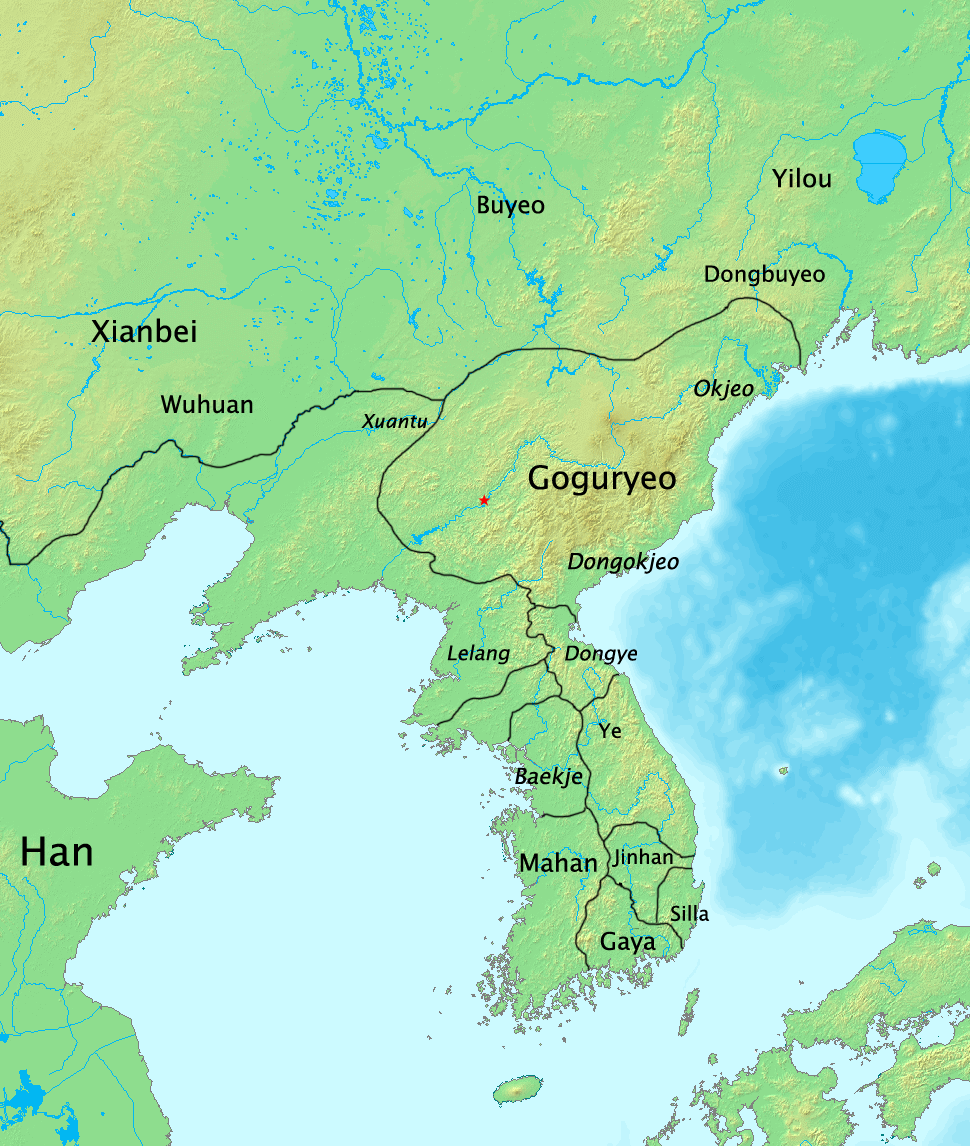
Корея в 100 году. На карте обозначено: Тонъе — «Dongye»

Согласно «Самгук Саги», период трёх государств начался в 57 году до н. э., когда легендарно было основано Силла. Государство Когурё, расположенное к северу и югу от реки Амноккан, которая в наше время разделяет Китай и КНДР, добилось независимости от Китая в 37 году до н. э. В 18 году до н. э. два сына правителя Когурё, не желая сражаться за наследство, бежали из страны и основали государство Пэкче на юго-западе полуострова. Столицей Пэкче являлся Хансон, а впоследствии — Унчхон (современный Конджу), и наконец — Собури. 
Падение Ханьской династии в начале III века н.э. избавило три корейских государства от необходимости противостоять внешней угрозе. Культура у всех трёх государств была общей. Начиная с I века н. э. среди высших кругов корейского общества начало распространяться конфуцианство, которое позднее было полностью вытеснено буддизмом.
Когурё, изначально возникшее на границе с Китаем, постепенно расширило свои владения за счёт Маньчжурии. Культурное влияние Китая сохранялось до конца IV века, когда в 372 году в качестве официальной религии был принят буддизм. Примерно в то же время это произошло и в Пэкче. Господство Пэкче распространилось почти на половину южной части полуострова.
Государство Саро в первой половине IV века полностью присоединило к себе Кая. В 503 году оно сменило своё название на Силла. Столица Силла — современный Кёнджу. Буддизм стал здесь официальной религией в 528 году.
С расширением территории трёх корейских государств между ними началась борьба за преобладание на всём Корейском полуострове, которую стремились использовать в своих целях феодальные правители Китая. Император Ян-ди в 612 году снарядил огромную армию и отправил её в поход с целью завоевания Когурё, но потерпел поражение.
Китайская династия Тан с 644 года предприняла ряд безуспешных походов против Когурё. Лишь союз с Силла позволил династии Тан в 660 году разгромить вначале армию Пэкче, а уже в 668 году — Когурё. Танская династия надеялась закрепить за собой все земли Когурё и Пэкче. Но территория Пэкче в 668 году была аннексирована государством Силла, признававшим себя вассалом Китая, под видом защиты там китайских интересов.  В 670 году начались Силла-танские войны, в ходе которых границы Силла продвинулись до реки Тэдон. Период после этого называется в южнокорейской историографии «Объединённое Силла», хотя технически Корейский полуостров в этот период не был полностью объединён, и Хамгён и территории севернее реки Тэдон оказались под контролем тунгусо-маньчжурского государства Бохай.